# Peru na Letnich Igrzyskach Olimpijskich 1992
Peru na Letnich Igrzyskach Olimpijskich 1992 w Barcelonie reprezentowało 16 zawodników: 12 mężczyzn i 4 kobiety. Najmłodszym reprezentantem tego kraju była pływaczka Claudia Velásquez (16 lat 302 dni), a najstarszym strzelec Juan Jorge Giha (37 lat 95 dni).

## Kajakarstwo
Mężczyźni
- Eric Arenas – slalom K-1 (42. miejsce)

## Kolarstwo
Mężczyźni
- Tony Ledgard – kolarstwo torowe (4 km na dochodzenie)

## Lekkoatletyka
Kobiety
- Ena Guevara – maraton (34. miejsce)

Mężczyźni
- Juan José Castillo – bieg na 10000 metrów

## Pięciobój nowoczesny
Mężczyźni
- Luis Alberto Urteaga (35. miejsce)

## Pływanie
Kobiety
- Claudia Velásquez – 100 i 200 metrów stylem klasycznym

Mężczyźni
- Alejandro Alvizuri – 100 i 200 metrów stylem grzbietowym, 200 metrów stylem zmiennym

## Podnoszenie ciężarów
Mężczyźni
- Rolando Marchinares – waga super-ciężka (17. miejsce)

## Strzelectwo
Mężczyźni
- Francisco Boza – trap (25. miejsce)
- Juan Jorge Giha – skeet (srebrny medal )

## Tenis
Mężczyźni
- Jaime Yzaga – gra pojedyncza
- Pablo Arraya – gra pojedyncza

## Tenis stołowy
Kobiety
- Eliana González – gra pojedyncza i podwójna
- Magaly Montes – gra podwójna

Mężczyźni
- Yair Nathan – gra pojedyncza i podwójna
- Walter Nathan – gra podwójna